# Hungsjön (Bodsjö socken, Jämtland)
Hungsjön är en sjö i Bräcke kommun i Jämtland och ingår i Ljungans huvudavrinningsområde. Sjön är 17 meter djup, har en yta på 9,08 kvadratkilometer och är belägen 336 meter över havet. Sjön avvattnas av vattendraget Gimån.

## Delavrinningsområde
Hungsjön ingår i det delavrinningsområde (695939-146259) som SMHI kallar för Utloppet av Hungsjön. Medelhöjden är 371 meter över havet och ytan är 48,28 kvadratkilometer. Räknas de 19 avrinningsområdena uppströms in blir den ackumulerade arean 212,54 kvadratkilometer. Gimån som avvattnar avrinningsområdet har biflödesordning 2, vilket innebär att vattnet flödar genom totalt 2 vattendrag innan det når havet efter 237 kilometer. Avrinningsområdet består mestadels av skog (68 procent). Avrinningsområdet har 9,6 kvadratkilometer vattenytor vilket ger det en sjöprocent på 19,9 procent.